# 笠井海夏子
笠井 海夏子（かさい みかこ）は、日本の女性ファッションモデル、タレント。
神奈川県出身。元スペースクラフト所属。現在は株式会社BOSSA所属。

## 略歴
- 2009年5月から、早稲田アカデミーの2009年度イメージガールとしてCMに出演。同年11月号から、雑誌『ニコラ』の専属モデルとして活躍したが、2010年に卒業。

## 出演

### CM
- 早稲田アカデミー（2009年5月9日 - 2012年） - 2009年度〜2011年度イメージガール

（2009年、サッカー 篇）
（2010年、バスケットボール 篇）
（2011年、バレーボール 篇）
- タカラトミー Hi-kara（2009年）
- SONY　3D"ハンディカム" （2011年、過去を旅する父 篇）
- NTTドコモ（2013年、料金「ドコモウェルカムキャンペーン」篇）
- ローソン 串おでん (2016年、おでん屋さんのように種類が豊富 篇)
- マクドナルド ハッピーセット (2017年、マリオ篇)
- い・ろ・は・す スパークリングぶどう スパークリングレモン (はじけるしずく篇)

### テレビ番組
- アキハバラ@DEEP（2006年、TBS）
- FILM FACTORY「早稲田アカデミー」（2009年、テレビ東京）主演
- おはスタ第1部 ムッシータウン（2010年1月 - 10月1日、テレビ東京）[1]
- 行列のできる法律相談所 再現VTR (2016年7月3日)

### スチール・広告
- 早稲田アカデミー （2009年 - 2012年）
- 西武鉄道（2011年）
- 日本たばこ産業 ＪＴ未成年喫煙禁止ポスター（2014年）
- 武庫川女子大学 看護学部イメージキャラクター（2014年）

### カタログ
- イトーヨーカ堂 キッズ・フォーマルウェア（2009年）
- キッズセシール（2011年春号、盛夏号）

### PV
- 松たか子 「みんなひとり」(2006年)
- angela 「ANGEL／遠くまで」(2013年）

## 書籍

### 雑誌
- サクセス15（2009年6月号 - 2010年2月号、社会評論社）
- ニコラ（2009年11月号 - 2010年7月号、新潮社）専属モデル

### ムック
- ピュアピュア Vol.54（2009年7月7日、辰巳出版）ISBN 978-4777806744